# Jörg Mantzsch

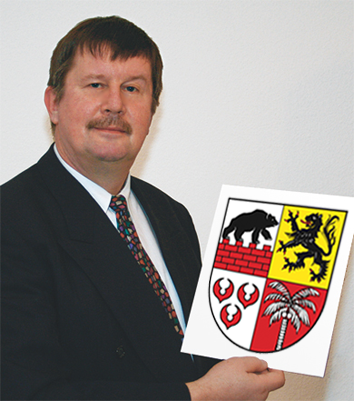
Jörg Mantzsch mit dem Wappen des Landkreises Anhalt-Bitterfeld (2008)

Jörg Mantzsch (* 20. Juli 1953 in Raguhn) ist ein deutscher Heraldiker und Journalist. Er lebt in Magdeburg und wurde 2024 von Eduard Prinz von Anhalt zum Ritter geschlagen.

## Werdegang
Jörg  Mantzsch ist vor allem bekannt als Kommunalheraldiker. Anfangs arbeitete er als Journalist im Bereich Kultur, war Korrespondent, Redakteur und Pressesprecher. Daneben war Mantzsch literarisch ambitioniert und veröffentlichte Prosa in Zeitschriften sowie Anthologien. Er nahm  an literarischen Wettbewerben und den Arbeiterfestspielen in der DDR teil,
bei denen er Auszeichnungen erhielt. Auch leitete er einen Zirkel junger Autoren sowie eine Lesebühne in Magdeburg. Zudem war Mantzsch Rezensent belletristischer Werke für Tageszeitungen, rezensierte führende Schriftsteller der DDR, wie Erwin Strittmatter, Hermann Kant, Christa Wolf, ebenso Debütanten.
Im Jahre 1991 rückte die bis dahin nebenbei betriebene Kommunalheraldik in seinen beruflichen Mittelpunkt. Nach der Wende von 1989/90 definierten sich die Städte und Gemeinden in den neuen Bundesländern neu. Mantzsch war an der Erarbeitung erster Rechtsgrundlagen für kommunale Hoheitszeichen  in Sachsen-Anhalt und der Schaffung von Wappen und Flaggen für
Gebietskörperschaften (Gemeinden, Verwaltungsgemeinschaften, Landkreise) in mehreren neuen Bundesländern beteiligt. Er begleitete mit seiner Fachkompetenz die Wappenkommissionen dieser Einrichtungen bei der Wappenfindung. In seiner heutigen Tätigkeit entwirft er kommunale Wappen und führt diese ins Genehmigungsverfahren. Hinzu kommen Redesigns von in Gewohnheitsrecht geführten Wappen. Sie werden von Mantzsch nur soweit korrigiert, dass sie den Regeln und Gepflogenheiten von Wappenkunde und Wappenkunst entsprechen und somit genehmigungsfähig sind. Mantzsch arbeitet deutschlandweit eng mit Landes- und Staatsarchiven zusammen.
Jörg Mantzsch ist Mitglied des HEROLD, Verein für Heraldik, Genealogie und verwandte Wissenschaften zu Berlin, und Initiator der Deutschen Ortswappenrolle. Im  September 2024 ist er von Eduard Prinz von Anhalt zum Ritter des Hausordens Albrechts des Bären und dessen Herold ernannt worden.

## Werk als Heraldiker und Rezeption
Bis 2018 schuf Mantzsch mehr als 600 kommunale Wappen und Flaggen in ganz Deutschland, darunter für neun Landkreise sowie für den Berliner Bezirk Pankow. Des Weiteren hält er Vorträge an Universitäten und Hochschulen in Deutschland und Österreich, vor Vereinen, Verbänden und anderen Institutionen. Er verfasst fachbezogene Veröffentlichungen in Zeitungen und Zeitschriften. Mantzsch tritt deutschlandweit als Sachverständiger vor Kreistagen ebenso wie vor Ausschüssen oder Ratssitzungen auf. Die Presse-Agentur dpa beschrieb ihn im Februar 2009 folgendermaßen: „Jörg Mantzsch ist ein bisschen von allem: Wissenschaftler, Historiker, Künstler, Journalist, Publizist, Autor und Dozent“, während die Mitteldeutsche Zeitung seine Reputation mit den Worten zusammenfasste: „Der Wissenschaftler ist wohl der führende Heraldiker in Ostdeutschland.“

## Credo
„Wappen von kommunalen und Gebietskörperschaften sind keine bunten Bildchen, sondern Hoheitszeichen, deren Inhalt und Gestaltung Regeln und Gepflogenheiten der Heraldik als historische Hilfswissenschaft unterliegen. Zugleich sind Wappen aber auch identitätsstiftend, indem sie einen historischen, traditionellen, kulturellen, ethnischen, sozialen und/oder politischen Bezug transportieren. In diesem Sinne gelten kommunale Wappen für die Bevölkerung als ein Symbol der Verbundenheit mit der Heimat. Gerade in Zeiten von gesellschaftlichen Umbrüchen und Wandlungen ist das ein hoher gesellschaftlicher Wert!“